# Circuito da Amendoeira
O Circuito da Amendoeira foi um autódromo de rua localizado no Morro da Viúva da cidade do Rio de Janeiro. O circuito urbano era formado pelas vias públicas que circundam o Morro da Viúva: a reta da Av. Osvaldo Cruz (Av. de Ligação) e as curvas da Av. Rui Barbosa (Av. do Contorno). O nome do circuito derivava de uma enorme árvore amendoeira da curva próxima de uma das extremidades da Av. Osvaldo Cruz.

## Resultados
| Ano  | Piloto            | Carro    | Ref.  |
| ---- | ----------------- | -------- | ----- |
| 1934 | Juca Spipone      | Ford V-8 | [ 4 ] |
| 1935 | Nascimento Junior |          | [ 5 ] |